# Chitosano

Struttura del chitosano rappresentata mediante le proiezioni di Haworth.

Il chitosano è un polisaccaride lineare composto da D-glucosamina e N-acetil-D-glucosamina, legate tramite legami β(1-4).
Il chitosano viene usato come componente di shampoo, e viene ottenuto tramite deacetilazione della chitina, generalmente estratta dall'esoscheletro di crostacei (granchi, gamberi, ecc.) con soluzione acquosa basica, utilizzando idrossido di sodio in eccesso di reagente. Il grado di deacetilazione viene determinato mediante l'uso della spettroscopia NMR e varia tra il 60% e il 100% mentre il range relativo al peso molecolare varia tra 3800 e 20.000 Dalton. Il chitosano viene anche commercializzato per le diete ipocaloriche per la riduzione del peso corporeo per la sua presunta capacità di legare a sé i grassi impedendone l'accumulo. Diversi studi hanno tuttavia dimostrato che l'uso di chitosano ha un impatto nullo o trascurabile sulla perdita di peso, sebbene i produttori di integratori, comprensibilmente, preferiscano ignorare i risultati degli studi.
I gruppi amminici nel chitosano risultano per buona parte protonati in soluzione acquosa neutra, conferendo al polimero una carica positiva e quindi incrementando il suo livello di bioadesività. La natura cationica è una proprietà unica laddove gli altri polisaccaridi in un ambiente acido assumono una carica elettrica negativa o neutra. Tale proprietà rende il polimero un buon candidato nella costruzione di vettori, in fase di studio, per il drug delivery dato che la carica positiva interagisce bene con la carica negativa caratteristica delle membrane biologiche.
Sia i gruppi amminici che quelli ossidrilici (C2 e C6) possono essere sostituiti chimicamente con altri gruppi funzionali apportando o modificando le proprietà chimico-fisiche del polimero, come la sua solubilità e la bioadesività.

## Ricerca
Da svariati anni il chitosano viene studiato come possibile eccipiente da utilizzare in varie formulazioni farmaceutiche, specialmente per la somministrazione del farmaco per via inalatoria. Infatti il chitosano risulta essere un polimero molto promettente per la creazione di nanoparticelle e microparticelle da utilizzare come vettori di principi attivi diretti ai polmoni. I polmoni possiedono infatti un'ampia area superficiale e una sottile parete a contatto con una fitta rete capillare, consentendo un efficace assorbimento del farmaco. Viene usato anche in medicina per le sue proprietà emostatiche.
Chiarificante enologico, recentemente utilizzato per il controllo del lievito Brettanomyces in tutte le fasi della vinificazione. Recenti studi dell'universita di Bordeaux, dimostrano la sua efficacia nei confronti dei ceppi diploidi ma non triploidi di Brettanomyces. In quanto chiarificante non deve essere segnalato ne come additivo, ne come ingrediente in etichetta.